# Murrí
Murrí je rijeka u Kolumbiji, desna pritoka rijeke Atrato. Pripada slijevu Karipskog mora.